# Rheinermark
Rheinermark ist ein Stadtteil im Norden der Stadt Iserlohn in Nordrhein-Westfalen, Deutschland und hat ungefähr 250 Einwohner. Die Stadt Iserlohn liegt im Nordwesten des Sauerlandes und gehört zum Märkischen Kreis.
Auf der  Rheinermark befindet sich das Segelfluggelände Iserlohn-Rheinermark.
Rheinermark gehörte bis Ende 1974 zur ehemaligen Gemeinde Hennen im damaligen Kreis Iserlohn, mit der es am 1. Januar 1975 der Stadt Iserlohn zugeordnet wurde.